# Provincia de Formosa
Formosa (en el texto de la Constitución provincial: Provincia de Formosa) es una de las veintitrés provincias de la República Argentina. A su vez, es uno de los veinticuatro estados autogobernados que conforman el país y uno de los veinticuatro distritos electorales legislativos nacionales. Su capital y ciudad más poblada es la homónima Formosa. Está ubicada en el noreste del país, en la región del Norte Grande Argentino, limitando al norte con el río Pilcomayo que la separa de Paraguay, al este con el río Paraguay que la separa de nuevo de Paraguay, al sur con los ríos Bermejo y Teuco que la separan de Chaco, y al oeste con Salta, mediante un meridiano.
Con 607 419 habs. en 2022 es la octava provincia menos poblada —por delante de Chubut, San Luis, Catamarca, La Rioja, La Pampa, Santa Cruz y Tierra del Fuego, la menos poblada— y con 72 066 km², la quinta menos extensa, por delante de Jujuy, Misiones, Tucumán y Tierra del Fuego, Antártida e Islas del Atlántico Sur, la menos extensa.
Se extiende entre los paralelos 22° y 26° de latitud sur y los meridianos 57° y 63° de longitud oeste de Greenwich. Es atravesada, en su zona norte, por el trópico de Capricornio que la ubica en la región subtropical del país. Ocupa gran parte del Chaco Central, conocido hasta principios de siglo XX también con el nombre de Llanos del Manso.
Habitada ancestralmente por varias tribus de origen pámpido y amazónico, el primer europeo arriba al territorio en 1528. La belicosidad de los nativos obligó a todos los intentos colonizadores a postergar su intento de ocupación. Luego de la Revolución de Mayo y las guerras de la Independencia, se mantuvo aislada, solo ocasionalmente habitada por obrajeros que arribaban a su territorio en busca de maderas. La Guerra de la Triple Alianza, en la que Paraguay fue atacado por Brasil, Argentina y Uruguay, despertó el interés del gobierno de la República Argentina de ocupar el territorio hacia la década de 1870.
Enmarcada en un rico entorno natural donde se combinan selvas en galerías, bosque tropical y sabanas, hábitat de gran cantidad de especies animales, es una de las provincias con mayor biodiversidad.
Según datos proporcionados por el INDEC a partir de la Encuesta Permanente de Hogares, en 2010 la ciudad de Formosa tuvo el segundo índice de desempleo más bajo del país con un 2,2 %.

## Toponimia
Formosa deriva del español antiguo fermosa, que significa «hermosa» y que habría sido dado por los conquistadores españoles, que con el pasar del tiempo a esa zona se la comenzó a nombrar como Vuelta Fermosa.
La isla de Taiwán, también conocida como Formosa (Ilha Formosa), recibió este nombre de los exploradores portugueses. Esta isla se encuentra en las antípodas de la provincia de Formosa.

## Historia
El actual territorio de la provincia estaba habitado en el siglo XVI, de este a oeste, por las siguientes etnias: la llamada por los guaraníes de los payaguás, qom'leks, pilagás, nivaklés y wichis, a estas se sumaban en pequeñas poblaciones mixtas.
Estas etnias eran llamadas peyorativamente guaycurú por los avá (o guaraníes) que guerreaban contra ellas y trataban de expandirse a lo largo de los ríos Pilcomayo y Bermejo.
Los primeros europeos de los que se sabe llegaron a pisar el suelo actualmente formoseño fueron los integrantes de las expediciones en 1528, se considera que es desde esa época que la zona recibió el nombre español arcaico de Formosa (Hermosa) en recuerdo de una vuelta del río Paraguay con hermoso paisaje, excelente pesca y caza y muy buen terreno para acampar y fondear navíos.
La existencia de poblaciones originarias hizo imposible el asentamiento estable de poblaciones europeas o criollas hasta casi fines del siglo XIX.
Un ejemplo de la casi imposibilidad de la conquista de este territorio por parte de los blancos se dio en el siglo XVI, cuando fracasó la fundación de Concepción de Buena Esperanza, una ciudad realista que se encontraba en la banda sur del río Bermejo, por ende fuera del actual territorio formoseño, aunque con un área de influencia que abarcaba gran parte de la actual provincia de Formosa.
Hacia mediados del siglo XVIII , en zona de los indios abipones, se instalan en cercanías de la actual localidad de Herradura los misioneros jesuitas, fundando la misión del Santo Rosario y San Carlos o misión del Timbó, el 24 de noviembre de 1763, a cargo del sacerdote jesuita Martín Dobrizhoffer. Estaba bajo la Gobernación del Paraguay y del obispado de Asunción. Su nombre fue impuesto por el gobernador del Paraguay José Martínez Fontes ―en devoción a la Virgen María y en honor al rey Carlos III―. La vida en esta misión fue muy difícil, porque a la pobreza del lugar se sumaban los sobresaltos por las continuas incursiones de tobas y mocovíes. Los soldados resultaban pocos para hacer frente a los tumultos y ataques.
Hacia el año 1776 se tenían noticias de que 350 abipones se habían cristianizado, bautizaban a sus hijos y trabajaban en las chacras. Pero la labor de los misioneros quedó paralizada tras la expulsión de los jesuitas en 1767.

### Litigios con Paraguay y Bolivia
Desde 1811 y hasta 1865 el territorio de la actual provincia de Formosa se encontraba litigado por Argentina y Paraguay, no pudiendo hacer efectiva su soberanía ninguno de los dos estados.
Tras 1870 Paraguay abandonó sus pretensiones al sur del río Pilcomayo y en 1872 Argentina hacía lo mismo al norte del citado río (es decir, abandonaba las pretensiones sobre el Chaco Boreal).[cita requerida]
Bolivia, por su parte, renunció a sus pretensiones sobre el Chaco Central (que en sus mapas era conocida como Llanos del Manzo o Llanuras del Manso), en 1829, en favor de la Argentina.[cita requerida]
En 1865 Argentina firmó el Tratado secreto de la Triple Alianza con Brasil y Uruguay. Por este tratado la actual provincia de Formosa y una extensa porción chaqueña al norte de esta hasta la Bahía Negra deberían quedar en territorio argentino al finalizar la guerra. Bolivia, por otra parte, ostentaba la soberanía en parte del Chaco Boreal, sucesos que posteriormente desencadenarían la Guerra del Chaco contra el Paraguay en 1932.

El general Emilio Mitre ocupó en octubre de 1869, Villa Occidental, frente a la ciudad de Asunción.

### Gobernación del Chaco

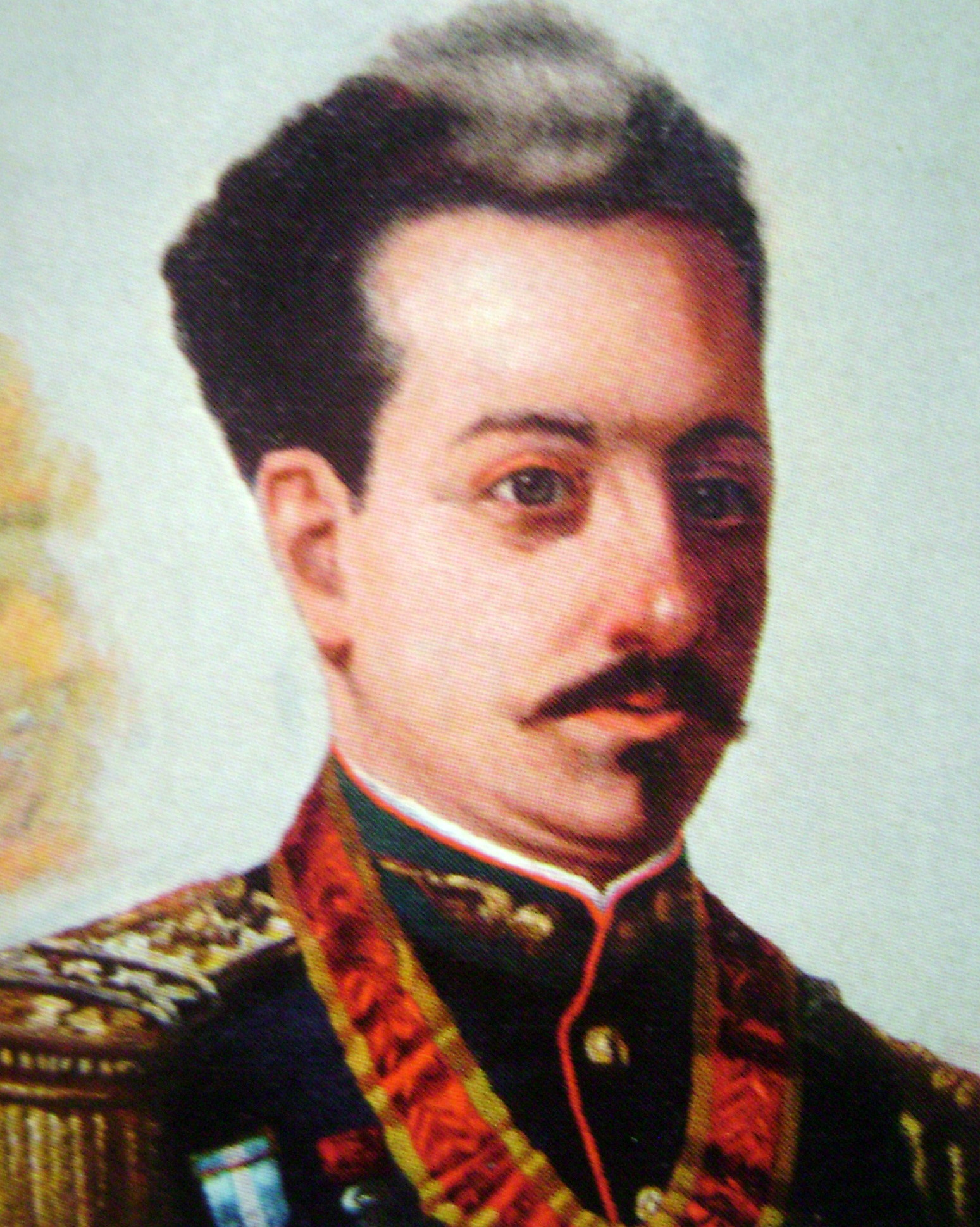
Comandante Luis Jorge Fontana, fundador de la ciudad de Formosa en 1879.

El 31 de enero de 1872, un decreto del presidente Domingo Faustino Sarmiento, creó la Gobernación de los Territorios del Chaco, región al norte del río Salado y todo el Chaco Boreal que actualmente es jurisdicción de la República del Paraguay. Por el mismo decreto se creaba, la capital de esa gobernación: Villa Occidental (llamada entonces Villa Argentina, actualmente en territorio paraguayo con el nombre de Villa Hayes).
Se nombró al primer gobernador de los territorios del Gran Chaco, al general Julio de Vedia, comandante de las fuerzas argentinas acantonadas en Asunción, Paraguay.
En octubre del mismo año, el Congreso Nacional ratificó el decreto del P.E.N. a través de la sanción de la Ley n.º 576. Los límites del territorio no fueron mencionados en el decreto ni en la ley extendiéndose aproximadamente desde el río Salado al sur, hasta el río Verde al norte. Hacia el oeste, no estaban definidos.
El tratado de límites firmado entre Argentina y Paraguay, el 3 de febrero de 1876 estableció, «queda reconocido definitivamente como perteneciente a la República Argentina el Territorio del Chaco hasta el canal principal del Río Pilcomayo (..) pertenece al dominio de la República Argentina la Isla del Atajo o Cerrito». Argentina reconoció como paraguayos los territorios al norte del Río Verde hasta la Bahía Negra, sin tomar en cuenta que estos últimos territorios también eran reclamados por Bolivia, y sometió el territorio entre los ríos Pilcomayo, Paraguay y Verde al arbitraje del presidente Rutheford Hayes de los Estados Unidos, quien falló dos años más tarde en contra de las pretensiones argentinas. Se procedió entonces a la evacuación de Villa Occidental que fue entregada a Paraguay.
Instalándose la capital del Territorio Nacional del Gran Chaco desde septiembre de 1876 hasta enero de 1877, en el cuartel en la Isla del Cerrito que fue devuelto por el gobierno del Brasil que mantenía ocupada la isla.
El 8 de abril de 1879, con Luis Jorge Fontana como Gobernador en ejercicio, se fundó la ciudad de Formosa, en el lugar denominado Vuelta Formosa que pasó a ser la capital del Gran Chaco argentino hasta la división del territorio en 1884.
Entre 1883 y 1884 fueron sometidas las poblaciones originarias.

### Territorio Nacional de Formosa

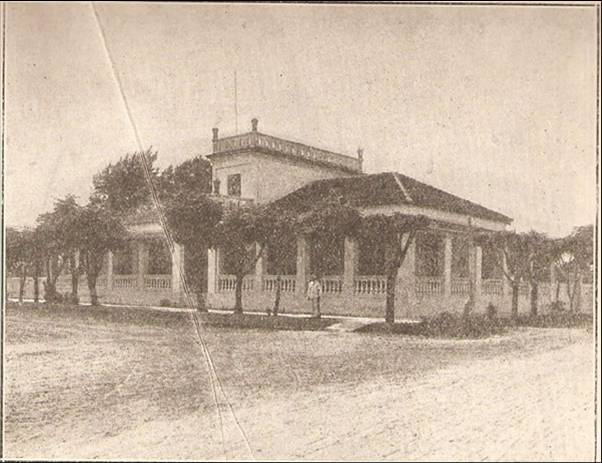
Residencia del Coronel Ignacio Fotheringham en 1926. Luego pasaría a ser la Casa de Gobierno

En 1884 se dictó la ley 1532 de Territorios Nacionales, creando tres jurisdicciones federales en el norte y seis en el sur. En el norte se crearon los territorios nacionales del Chaco, Formosa (en proyectos previos llamado Territorio del Bermejo) y Misiones y en el sur La Pampa, Santa Cruz, Neuquén, Río Negro, Chubut y Tierra del Fuego. De este modo Formosa quedó separada de la gobernación (luego provincia) argentina de Chaco por el curso nuevo del río Bermejo (o río Teuco), al norte nuevos laudos rectifican los límites del río Pilcomayo, obteniendo Paraguay nuevos territorios (entre el brazo llamado Confuso y el llamado Porteño) así como la mayor parte de los esteros de Patiño.
Desde noviembre de 1884 fue designado gobernador del Territorio Nacional de Formosa el general Ignacio Fotheringham. Su gobierno duró desde 1884 a 1887.
A partir de 1885 el territorio comenzó a tener una población criolla y blanca permanente.
La construcción de ferrocarril en su primera etapa entre 1908 y 1917; y en la segunda hasta 1930 facilitó la explotación de materia prima y el incremento población.

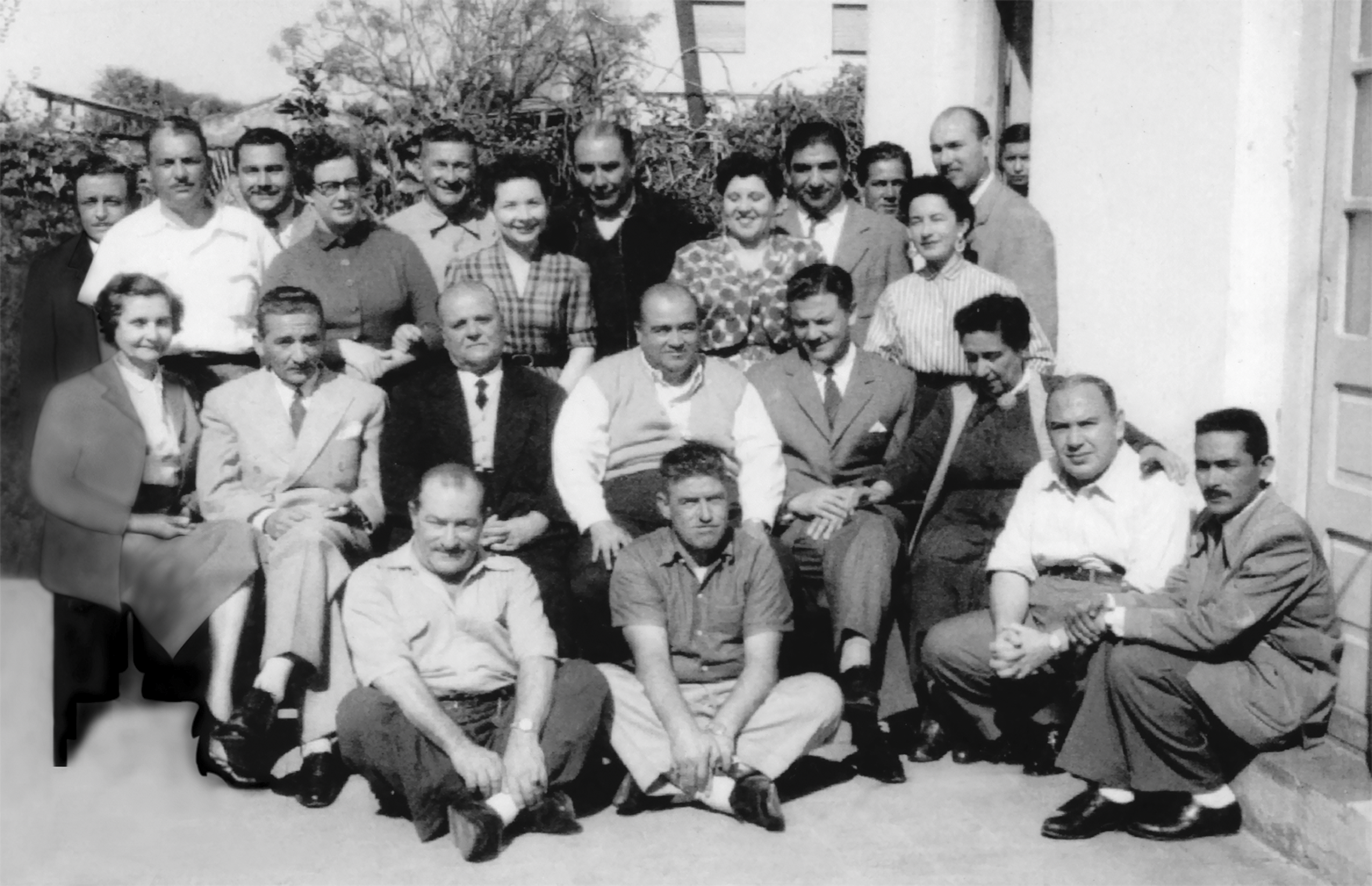
La histórica Comisión Pro-Provincialización del Territorio de Formosa. En la foto, aparecen 3 figuras clave: Salemi, Mariño y Polo. 1955.

### Provincialización
El 15 de junio de 1955, durante la presidencia del general Juan Domingo Perón, por ley 14.408 Formosa pasa a ser provincia. El 28 de junio de 1955 (después de la masacre de Plaza de Mayo, primer intento de golpe de Estado, Perón promulga la ley 14.408), pero ocurrió el golpe de Estado de septiembre de 1955 y un nuevo peregrinar y la provincia, a pesar de contar con la ley, recién tuvo su Constitución provincial en 1957 y su primer gobierno constitucional en 1958.

### Otros acontecimientos históricos
- 1763: Primer intento poblacional del territorio, en lo que hoy es Herradura[cita requerida]
- 1879: Fundación de la villa Formosa.
- 1883: Se crea la municipalidad de Formosa.
- 1885: Por decreto del 19 de julio, se divide el territorio en cuatro regiones.
- 1885: Se instala el ingenio azucarero de Mayer y Bonaccio.
- 1899: Se funda la aldea de Clorinda.
- 1901: Los franciscanos comienzan a desarrollar los poblados de Tacaaglé y Laishí como reducciones de aborígenes.
- 1904: Por decreto del 19 de mayo , el Territorio Nacional de Formosa queda dividido en doce departamentos.
- 1905: Se instala la primera fábrica de tanino, de Alberto Bracht.
- 1905-1908: Enrique Faure dirige la construcción de la línea ferroviaria Formosa-Embarcación (Salta).
- 1915: Por decreto Nacional del 20 de octubre, se crean los nueve departamentos del Territorio Nacional de Formosa.
- 1919: Sucede la Masacre de Fortín Yunká: 15 muertos.
- 1930: Se inaugura el tramo de unión de la línea ferroviaria entre Lomitas (Formosa) y Embarcación (Salta).
- 1940: El trazado de la línea Barilari establece el límite con la provincia de Salta: Formosa pierde unos 1000 km².
- 1946: Rolando de Hertelendy es nombrado gobernador del territorio por las autoridades nacionales. Se convierte en el primer gobernante oriundo de la provincia.
- 1947: Masacre de Rincón Bomba.

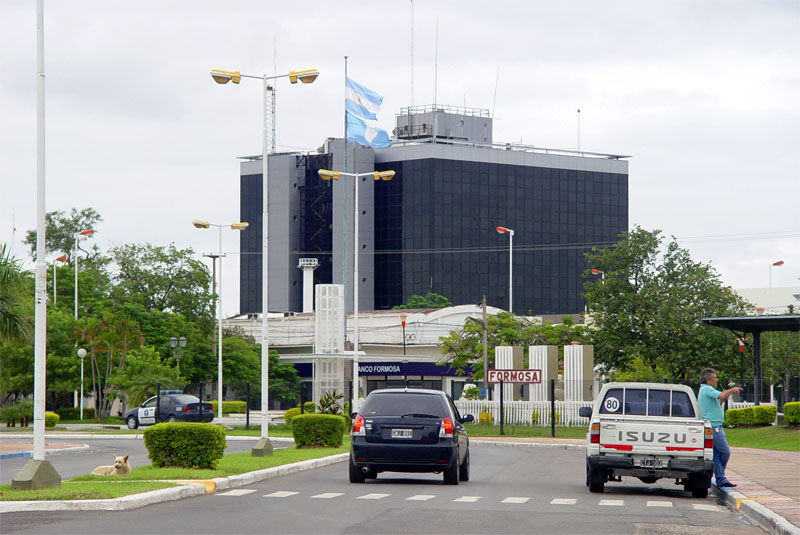
Edificio de la Casa de Gobierno, en la Ciudad de Formosa.

- Edificio de la Casa de Gobierno, en la Ciudad de Formosa.1955: Por la ley 14.408 Formosa es elevada a la categoría de provincia.
- 1957: Se sanciona la Constitución provincial.
- 1958: El 7 de febrero, LRA 8 Radio Nacional Formosa, realiza su primera transmisión, siendo un hito para la radiofonía provincial
- 1958: Se desarrollan las primeras elecciones para elegir gobernador en la Provincia. Resulta elegido Luis Gutnisky, de la UCRI.
- 1959: Mediante el decreto 741 queda establecido el escudo provincial.
- 1975: Ataque al Regimiento de Infantería de Monte 29, en la Ciudad de Formosa.
- 1978: Comienza a transmitir Canal 11 de Formosa.
- 1983: Las inundaciones en Formosa, Pirané, Clorinda y Herradura causan cuantiosos daños y pérdidas.
- 1986: graves daños por las inundaciones en la ciudad de Pirané.
- 1988: El himno Marcha a Formosa pasa a ser el himno oficial de la provincia.
- 1988: La ley 23.631 crea la Universidad Nacional de Formosa, con sede en la capital provincial.
- 1990: Inauguración del Puente internacional San Ignacio de Loyola, entre Clorinda y Asunción del Paraguay.
- 1991: Primera reforma de la Constitución de la provincia.
- 1991: Se aprueba la bandera provincial.
- 1992: Graves daños por las inundaciones en la ciudad de Clorinda.
- 2003: Una nueva modificación de la constitución de la provincia, establece la reelección indefinida del gobernador y el presidente  Néstor Kirchner firma el Acta de Reparación Histórica.

## Símbolos provinciales

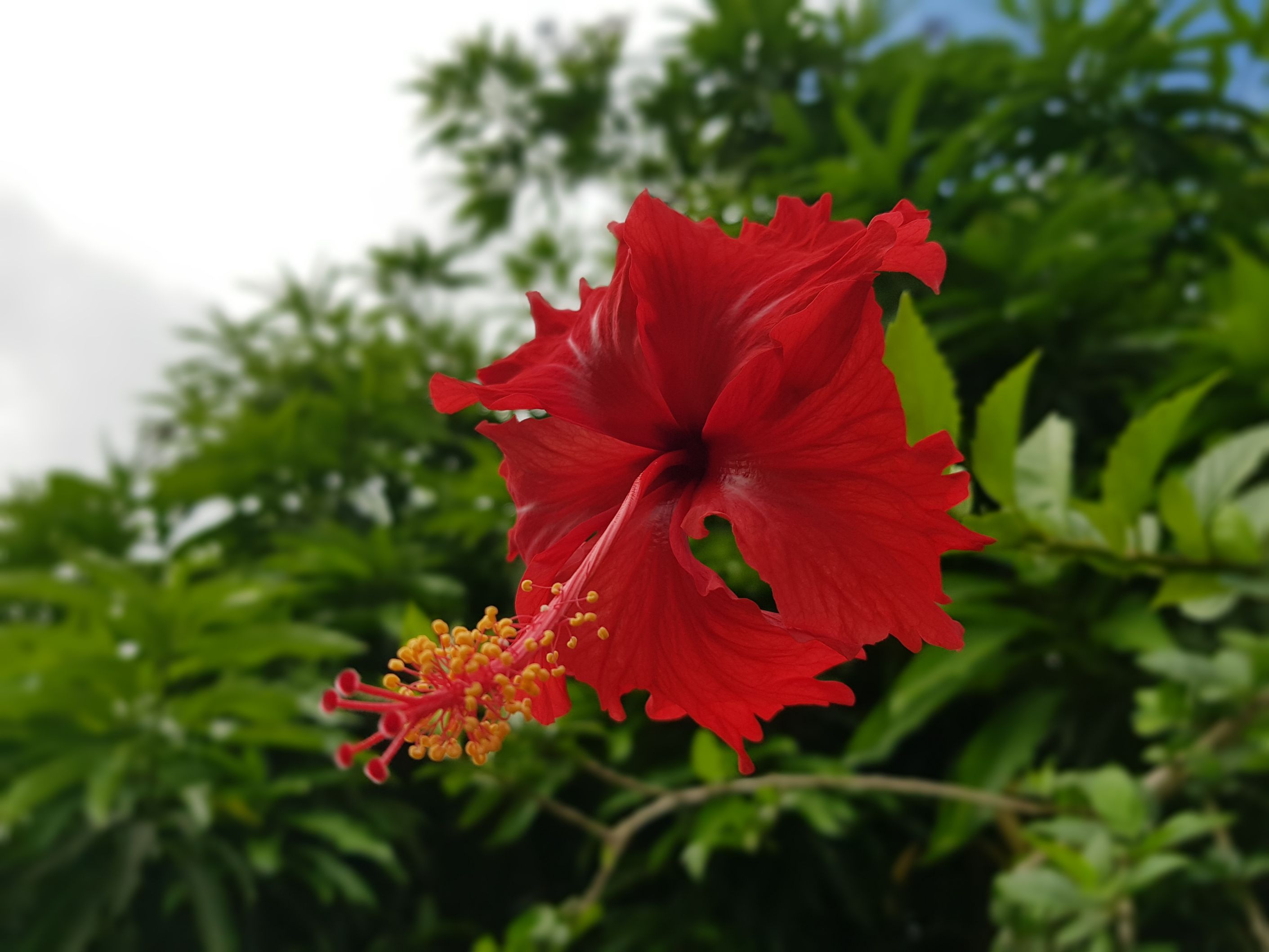
Presenta gran variedad de flores tropicales.

### Himno marcha a Formosa
El Himno-marcha a Formosa (también llamado Marcha-himno a Formosa) es el canto oficial de la provincia de Formosa.
Fue compuesto en 1954 por Armando de Vita y Lacerra; la música le fue agregada por el mayor Víctor Rival, director de la banda de música del Regimiento de Infantería de Monte 29 de Formosa.

#### Historia
En 1954, una organización social de Formosa, le encarga al poeta Armando de Vita y Lacerra la creación de un himno que represente a los formoseños. El escritor plasmó sus ideas en un poema de tres estrofas. La música le fue encargada al mayor Víctor Rival, director de la banda de música del Regimiento de Infantería de Monte 29 de Formosa; quien inmediatamente inició sus esfuerzos en conjunto con el Coro Polifónico de la Provincia.
Finalmente, para 1955, el himno queda terminado; y el 8 de abril de ese año (día de la Fundación de Formosa) es cantado por primera vez en un acto oficial.
Pero pasarían varios años, para que en 1964 el Gobierno provincial reconozca la marcha y entregue una medalla a sus autores.
Recién el 21 de julio de 1988, la administración del Gobernador Vicente Joga, publica el Decreto n.º 1.471 del Poder Ejecutivo Provincial que dispone que el Himno-Marcha a Formosa «se cante en todas las escuelas de la provincia y en todos los actos oficiales junto al Himno Nacional Argentino».

### Escudo

El escudo provincial.

El escudo de la provincia de Formosa fue creado oficialmente el 29 de junio de 1958.
- Historia

Por ley n.º 1, el 2 de junio de 1958 se dispuso la creación de una Comisión Mixta que a través de un concurso, seleccione los mejores anteproyectos de diseño del futuro escudo de armas de la provincia; y luego remitirlos al Poder Ejecutivo.
El concurso fue adjudicado al señor Juan Enrique Bejarano, y por Ley N.º 69, del 29 de junio, promulgada por Decreto N.º 741/59, se sancionó:

Artículo 1.º. Declárase escudo oficial de la Provincia de Formosa el aprobado como resultado del concurso autorizado por el artículo 28 de la Ley N.º 1.

Artículo 2.º. Dicho escudo tiene la forma y atributos siguientes: campo poligonal irregular de ocho lados dividido en dos cuarteles: el superior con color azul y el inferior de color blanco; debajo de la línea divisoria, en el cuartel blanco, dos vigorosas manos entrelazadas, simbolizando la unión de todos sus hijos. En el cuartel azul un capullo de algodón símbolo de un porvenir productivo e industrial, coronado por nueve estrellas dispuestas simétricamente, representando los departamentos Provinciales. En lo alto un sol naciente con rayos en disposición de engranaje simbolizando la nueva provincia y en la parte inferior dos ramas de laurel.

Artículo 4.º. El original de este escudo se conservará como patrón en el Archivo General de la Provincia con la ley de su creación al dorso y la firma del autor y de los legisladores que intervinieron en su sanción.

El Departamento de Patrimonio Histórico Provincial aclaró la interpretación que en relación con las estrellas hiciera la Comisión Seleccionadora. Según el dibujo original, no tenían cinco puntas sino cuatro e igual número de rayas cada una que, posiblemente, el autor interpretó como reflejos, por lo que quedaron registradas en las impresiones del Escudo como constan en el original del autor. Este no definió los colores de los laureles, ni de los antebrazos y manos, que después fueron impresos.
- Características

Tiene forma de un polígono irregular simétrico de ocho lados con un filete dorado de borde. La parte superior es celeste, mientras que la inferior blanco. En la parte inferior dos manos estrechadas y en la parte superior un capullo de algodón rodeado por nueve estrellas centras en forma de arco. Un sol naciente con forma de engranaje industrial de color dorado en la parte superior y en la inferior dos ramas de laurel en cada lado.

### Bandera

La Bandera Provincial

La bandera de la provincia de Formosa, es uno de los símbolos oficiales de la misma, una de las 24 divisiones administrativas de la Argentina. Su motivo se inspira fundamentalmente en la ubicación de la provincia en el Cono Sur.
- Fundamentación

La propuesta básica de este diseño surge de la ubicación de la provincia de Formosa en el Cono Sur y el rol protagónico que le cabe en el marco de la integración regional y continental. Tomado este como tema único de la propuesta dado la importancia geopolítica y asegura su proyección y permanencia en el tiempo.

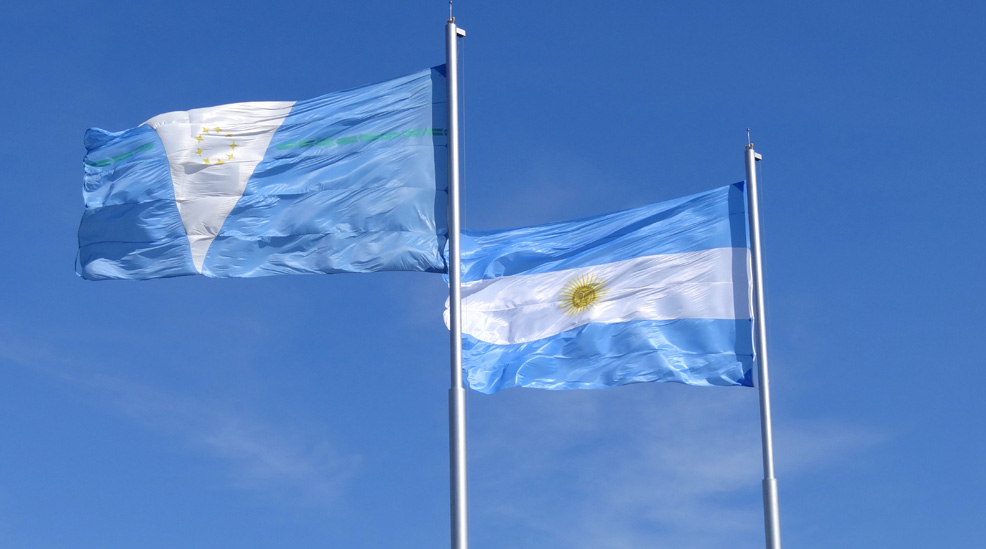
Banderas de la Provincia de Formosa junto a la bandera de la República Argentina.

Se intenta reflejar la presencia de Formosa en el corazón del continente, subrayando el proyecto de integración a través de su extensa frontera como variante histórica.
El paño partido en tres campos representa el Cono Sur abrazado por los dos océanos, expresados en los colores celeste y blanco de la Bandera Nacional.
Es de destacar para una mejor comprensión de la ubicación geográfica de la provincia en el país, al ser atravesada por el Trópico de Capricornio. Esto se ha marcado mediante una guirnalda de laureles que cruza todo el paño en sentido longitudinal. La estructura institucional de la provincia sintetiza en nueve estrellas dispuestas en el círculo a la altura del Trópico, componentes ya presentes en el Escudo provincial.
- Historia

La idea de crear una bandera provincial en Formosa surge en el seno de la Convención Constituyente, convocada en 1991, con el objeto de reformar la Constitución provincial del año 1957.

## Geografía
Integra la zona geográfica conocida como Región Chaqueña. Posee una uniformidad de relieve con una suave inclinación noroeste-sudeste, los ríos y arroyos aunque en ocasiones divagantes y formando esteros siguen también la dirección noroeste-sudeste; el bioma casi exclusivo es el del bosque chaqueño.

### Clima y vegetación

Mapa climático de la Provincia de Formosa según Köppen.

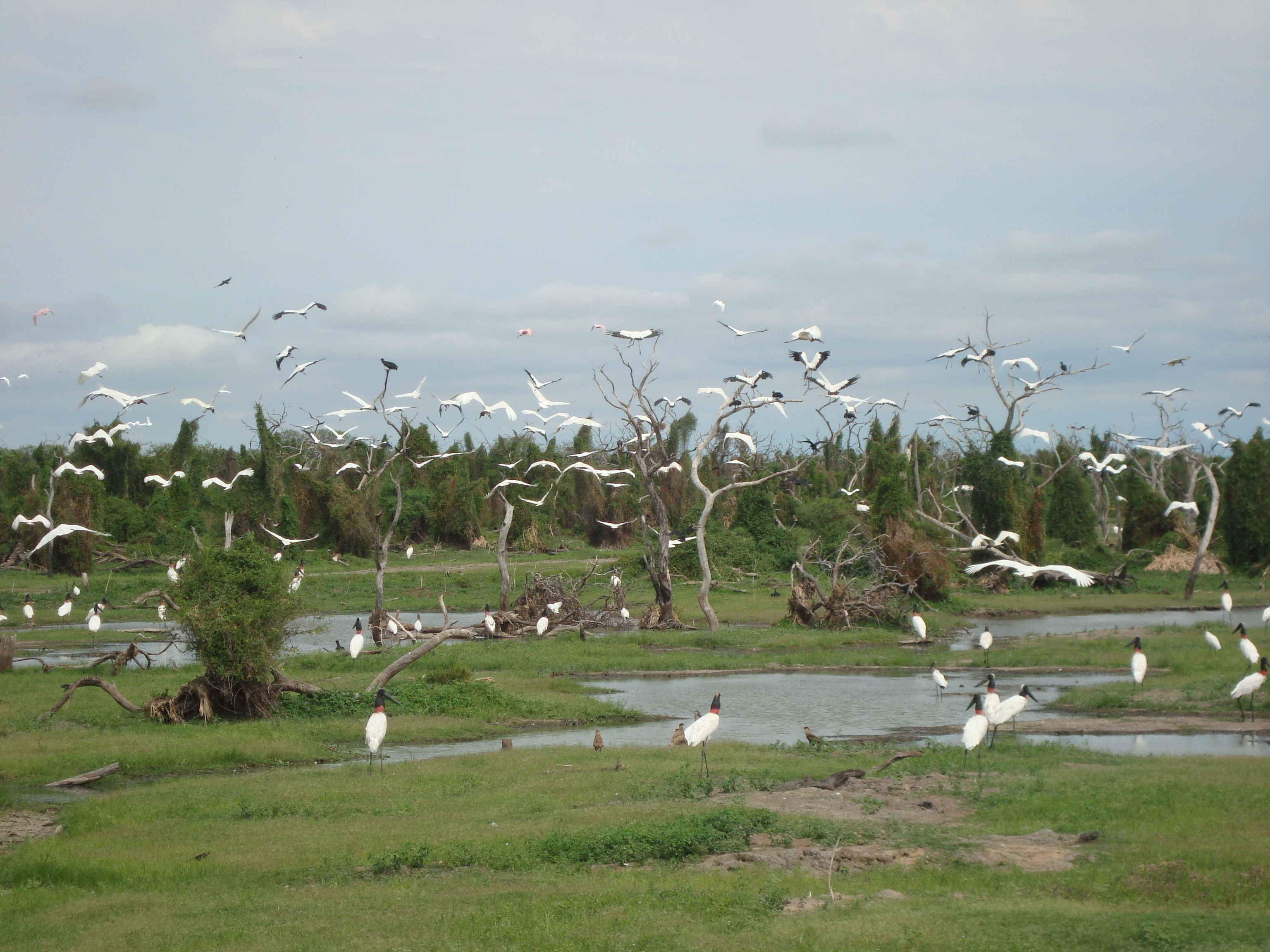
Bañado La Estrella, cerca de Las Lomitas.

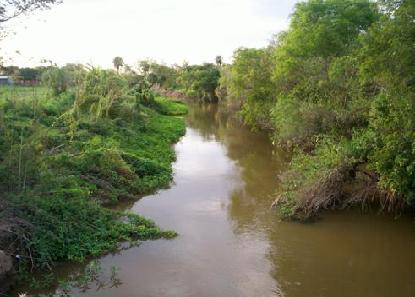
Riacho El Porteño

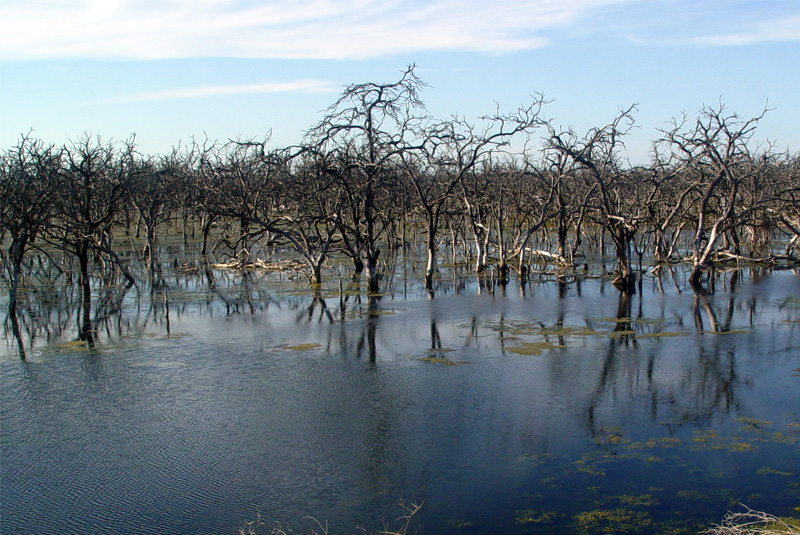
Bañado la Estrella en invierno

El clima provincial es subtropical. Hacia el este, las lluvias son uniformes durante todo el año, llegando a orillas del río Paraguay a superar los 1200 mm anuales. Allí, el tipo climático local es semitropical semiestépico, según la escala de Papadakis quien tiene en cuenta las temperaturas mínimas.
Según la escala de Koppen, el clima de Formosa se divide en un clima mesotermal de características CFA (subtropical sin estación seca), en su sector oriental, y en un CWA (subtropical con invierno seco) en su sección occidental. Una pequeña porción del extremo nordeste que coincide con los departamentos Pilcomayo y Pilagás posee un clima AW, o sea tropical de sabana, que se manifiesta en localidades como Clorinda (lindante a Asunción) con temperaturas medias anuales de 24° y ningún mes por debajo de la media de 18°. Este es el único lugar con clima megatermal de Argentina, basado en el climograma de la capital paraguaya.
Las localidades del territorio, cuanto más hacia el oeste se encuentran presentan una estación seca invernal más neta, con lluvias en la temporada cálida, que en el límite con Salta suman solo 600 mm anuales. Allí, el tipo climático local es semitropical continental.
Durante el verano, que en la provincia es largo y caluroso, las temperaturas ascienden a más de 45 °C en todo el territorio, mientras que en el invierno, en algunos días suele descender hasta los 6 °C por acción del viento pampero.
El viento norte es otro de los rasgos distintivos de la región, que sopla con fuerza a partir de fines de agosto hasta principios de abril; es un viento cálido y húmedo, y afecta a la población provocando cambios en el estado de ánimo.
La desigual humedad determina diferencias en la vegetación. Cerca de los ríos se desarrolla la selva en galería, con ejemplares como el algarrobo, palo amarillo y palo santo. Hacia el oeste aparece el bosque chaqueño donde crece el quebracho colorado y quebracho blanco, el lapacho, el urunday, el guayaybí, la espina corona, la guaraniná, el palo lanza, el ibirá-pitá, el urunday, el palo blanco, el timbó y las palmeras Caranday y pindó.
En el límite con la provincia de Salta se encuentra el área conocida como El Impenetrable.

### Recursos hídricos

#### Cursos Alóctonos
- Río Paraguay.
- Río Bermejo.
- Río Pilcomayo.

La normal inclinación del terreno influye en el escurrimiento de los ríos Pilcomayo, Bermejo o Teuco y otros arroyos que corren paralelos a estos en sentido oeste-este.
El río Pilcomayo obtiene su caudal proveniente de los deshielos en las cumbres de Bolivia y de las lluvias estivales. Su cauce es muy cambiante y su curso se ramifica producto de la colmatacion de su cauce debido a la gran cantidad de sedimentos que transporta. Al entrar en territorio formoseño origina el Bañado la Estrella.
El río Bermejo también nace en los Andes Bolivianos y fluye hasta el río Paraguay, que en su paso por territorio argentino presenta un ancho caudal que permite la navegación para buques de calado menor.

#### Cursos autóctonos
- Riacho Porteño.
- Riacho Formosa.
- Riacho He He.
- Riacho Monte Lindo Grande.
- Riacho Monte Lindo Chico.
- Riacho Pilagá.
- Riacho Salado
- Riacho Tatú Piré.
- Riacho Timbó Porá.
- Riacho Malvinas.
- Riacho Cortapik.
- Riacho Negro.
- Riacho San Hilario.

## Límites
Formosa tiene 3 grandes ríos como límites naturales.
- Al norte, el Río Pilcomayo la separa de los departamentos Boquerón, Presidente Hayes y Central de la República del Paraguay.
- Al este, el Río Paraguay es el límite con el Departamento de Ñeembucú de la República del Paraguay.
- Al sur, el Río Bermejo es el límite con la Provincia del Chaco.

Finalmente al oeste la línea Barilari, coincidente con el meridiano 60° 20' 17' O, separa a Formosa de la Provincia de Salta.
| Noroeste: Boquerón (Paraguay) | Norte: Presidente Hayes (Paraguay) | Nordeste: Central (Paraguay) |
| Oeste: Salta                  |                                    | Este: Ñeembucú (Paraguay)    |
| Suroeste: Salta Chaco         | Sur: Chaco                         | Sureste: Ñeembucú (Paraguay) |

## Ecología
La provincia de Formosa se encuentra dentro de la sub división del Gran Chaco conocida como Chaco Central.

### Áreas protegidas

#### Parques y reservas
- Parque nacional Río Pilcomayo.
- Reserva Natural Formosa.
- Reserva Natural Provincial Bañado la Estrella.
- Reserva de Biosfera Laguna Oca del río Paraguay.
- Reserva de biosfera Riacho Teuquito.

#### Refugios de animales
- Estación de Animales Silvestres Guaycolec

#### Jardines Botánicos
- Jardín Botánico Lucas Tortorelli.

### Flora
El tipo de vegetación varia a lo ancho del territorio.
En el este se desarrollan sabanas y pastizales con palmares de Caranday y selvas en galería en las márgenes de los cursos de agua.
Especies representativas de la flora del este provincial:
- Copernicia alba.
- Pindó
- Timbó Colorado
- Timbó blanco (Albizia inundata)
- Ibirá Pitá
- Guayacán (Libidibia paraguariensis).
- Palo Cruz (Tabebuia nodosa)
- Tatané (Chloroleucon tenuiflorum).
- Urunday (Astronium balansae).
- Ñangapirí
- Espina de Corona (Gleditsia amorphoides)
- Ambay
- Guapurú
- Ceibo (Erythrina crista-galli)
- Ñandypá (Genipa americana)
- Sauce Criollo (Salix humboldtiana)
- Espinillo (Vachellia caven)
- Ñandubay (Prosopis affinis)
- Mbocayá (Acrocomia aculeata)

El centro provincial se caracteriza por grandes extensiones de monte cerrado o impenetrable.
Especies representativas de la flora del centro provincial:
- Quebracho colorado chaqueño
- Quebracho colorado santiagueño
- Quebracho Blanco.
- Palo santo
- Palo borracho
- Vinal
- Algarrobo Negro
- Guayacán (Libidibia paraguariensis).
- Mistol (Ziziphus mistol)
- Algarrobo Blanco (Prosopis alba)
- Carandilla (Trithrinax schizophylla)

Hacia el oeste, la vegetación incluye formaciones xerófilas.
Especies representativas de la flora del oeste provincial:
- Palo Borracho
- Cardón Moro (Stetsonia coryne)
- Quimil (Opuntia quimilo)
- Tuna (Opuntia elata)
- Guayacán (Libidibia paraguariensis).
- Mistol (Ziziphus mistol)
- Algarrobo Blanco (Prosopis alba)

### Fauna
La fauna provincial es muy rica y diversa. Existen más de 450 especies de aves, más de 30 especies de mamíferos y gran variedad de reptiles y peces.
Las aves más llamativas:
- Tucan
- Jabirú
- Surucuá
- Ñandú
- Urraca Morada (Cyanocorax cyanomelas)
- Garza Blanca
- Monjita Blanca (Xolmis irupero)
- Charlatán (Dolichonyx oryzivorus)
- Yetapá de collar (Alectrurus risora)
- Charata (Ortalis canicollis)
- Chajá (Chauna torquata)
- Pato Cutirí (Amazonetta brasiliensis)
- Crespín (Tapera naevia)
- Tingazú (Piaya cayana)
- Ipacaá (Aramides ypecaha)
- Tuyuyú (Mycteria americana)
- Cigüeña Americana (Ciconia maguari)
- Espátula Rosada (Platalea ajaja)
- Bandurria Mora (Theristicus caerulescens)
- Chiflón (Syrigma sibilatrix)
- Ñacurutú (Bubo virginianus)
- Aguilucho Pampa (Busarellus nigricollis)
- Taguató (Rupornis magnirostris)
- Loro hablador (Amazona aestiva)
- Guaycurú (Herpetotheres cachinnans)
- Yapú (Psarocolius decumanus)
- Matico (Icterus croconotus)
- Federal (Amblyramphus holosericeus)

Los mamíferos más llamativos son:
- Aguará Guazú (Chrysocyon brachyurus)
- Tatú carreta
- Yaguareté
- Tapir
- Ocelote (Leopardus pardalis)
- Oso hormiguero gigante (Myrmecophaga tridactyla)
- Oso Mielero (Tamandua tetradactyla)
- Puma (Puma concolor)
- Zorro (Cerdocyon thous)
- Pecarí (Pecarí tajacu)
- Coatí (Nasua nasua)
- Aguará Popé (Procyon cancrivorus)
- Mono Aullador (Alouatta caraya)
- Carpincho

## Organización política
La Constitución provincial fue aprobada en 1957 y reformada en 1991 y 2003. El estado provincial se organiza a la manera republicana.
El poder ejecutivo es ejercido por un gobernador, electo por un período de 4 años, y que puede ser reelegido indefinidamente, según la reforma constitucional de 2003.
El poder legislativo corresponde a una Legislatura unicameral:
- Cámara de Diputados: 30 escaños

El poder judicial es ejercido por la Corte Suprema de Justicia Provincial.

### División administrativa
La provincia se encuentra dividida en 9 departamentos, los cuales se dividen a su vez en distritos catastrales, e incluyen áreas de gobierno local, repartidas en 27 municipios, 10 comisiones de fomento y 18 juntas vecinales provinciales.
Para una lista completa de los departamentos véase Anexo:Departamentos de la Provincia de Formosa. Para una lista completa de municipios, comisiones de fomento y juntas vecinales véase Anexo:Municipios, comisiones de fomento y juntas vecinales de Formosa. Para información sobre la organización municipal de la provincia, véase: Organización municipal de Formosa.
| Ubicación | Departamento | Cabecera                | Superficie | Población | Otros municipios |
| --------- | ------------ | ----------------------- | ---------- | --------- | --- |
|           | Bermejo      | Laguna Yema             | 12.850 km² | 15.644    | Los Chiriguanos, Pozo de Maza, Pozo del Mortero |
|           | Formosa      | Formosa                 | 6.195 km²  | 269.589   | Colonia Pastoril, Gran Guardia, San Hilario, Mariano Boedo, Mojón de Fierro, Villa del Carmen, Villa Trinidad |
|           | Laishí       | San Francisco de Laishí | 3.480 km²  | 19.303    | Banco Payaguá, General Lucio V. Mansilla, Herradura, Tatané, Villa Escolar |
|           | Matacos      | Ingeniero Juárez        | 4.431 km²  | 17.032    | |
|           | Patiño       | Comandante Fontana      | 24.502 km² | 81.819    | Bartolomé de las Casas, Colonia Sarmiento, El Recreo, Estanislao del Campo, Fortín Leyes, Fortín Lugones, General Manuel Belgrano, Ibarreta, Juan G. Bazán, Las Lomitas, Posta Cambio Zalazar, Pozo del Tigre, San Martín 1, San Martín 2, Subteniente Perín, Villa General Güemes |
|           | Pilagás      | El Espinillo            | 3.041 km²  | 19.116    | Buena Vista, Misión Tacaaglé, Portón Negro, Tres Lagunas |
|           | Pilcomayo    | Clorinda                | 5.342 km²  | 94.383    | Laguna Blanca, Laguna Naick Neck, Palma Sola, Puerto Pilcomayo, Riacho He-Hé, Riacho Negro, Siete Palmas |
|           | Pirané       | Pirané                  | 8.425 km²  | 72.804    | El Colorado, Mayor Vicente Villafañe, Palo Santo, Villa Dos Trece |
|           | Ramón Lista  | El Chorro               | 3.800 km²  | 17.729    | El Potrillo |

### Región del Norte Grande Argentino
El Tratado interprovincial de creación de la Región del Norte Grande Argentino, fue suscripto en la ciudad de Salta el 9 de abril de 1999 entre las provincias de Catamarca, Corrientes, Chaco, Formosa, Jujuy, Misiones, Tucumán, Salta y Santiago del Estero.
«El objeto primordial de este tratado es la creación de la Región Norte Grande y la concreción de la integración de las provincias del NOA y el NEA, a los efectos de lograr en la realidad un sistema efectivo de consenso y acción conjunta entre los estados partes».
El Consejo Regional del Norte Grande es el máximo ente de gobierno regional, integrado por la Asamblea de Gobernadores, la Junta Ejecutiva y el Comité Coordinador. Este último, está constituido por un representante del NOA y otro del NEA, ambos son además miembros de la Junta Ejecutiva.
La Comisión Ejecutiva Interministerial de Integración Regional coordina el proceso de integración a partir de las directivas de los órganos superiores antes mencionados.

## Población
- Censo 1991: 398 413 habitantes (Indec, 1991) (población urbana:270 061 habitantes (Indec, 1991)) (población rural:128 352 habitantes (Indec, 1991)).
- Censo 2001 : 485 700 habitantes (Indec, 2001) (población urbana:375 153 habitantes (Indec, 2001), población rural:110 547 habitantes (Indec, 2001)).
- Censo nacional 2010 : 527 895 habitantes (Indec, 2010) (población urbana:428 703 habitantes (Indec, 2010), población rural:101 459 habitantes (Indec, 2010)).[17]
- Censo 2022: 607 419 habitantes (Indec, 2022) .

Pirámide de población de Formosa, según el Censo de 2022.

Evolución histórica de su población:
| Gráfica de evolución demográfica de la provincia de Formosa entre 1895 y 2022 |
|                                                                               |
| Fuente: censos nacionales del INDEC                                           |

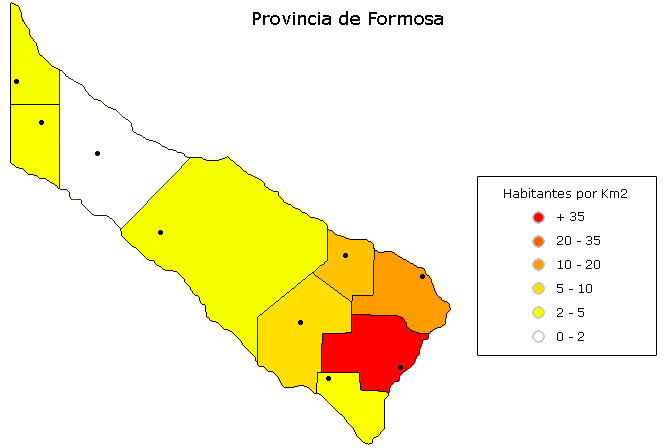
Densidad de población de la provincia.

Según los datos del censo de 2022, la población provincial ascendía a un total de 607 419 habitantes. La población se encuentra desigualmente distribuida. El grueso de los habitantes se concentra en el oriente provincial, a orillas del río Paraguay, en los alrededores de las ciudades de Formosa y Clorinda, que son las más pobladas. La densidad de población desciende de este a oeste, aunque repunta levemente en el extremo occidental, en los departamentos limítrofes con la provincia de Salta.
Dos elementos intervienen principalmente en la población de la provincia, el originario y el europeo. El primero, autóctono, constituía la totalidad de la población hasta fines del siglo XIX, cuando el hombre blanco comenzó a explorar la región. Los nativos se resistieron tenazmente, lo que motivó que el ejército argentino lanzara la una serie de operaciones militares para someterlos. Las consecuencias de esta campaña aún hoy se notan: una excesiva concentración de la tierra en manos de blancos, mientras la población originaria aún reclama que se le otorguen territorios que habitan desde tiempos ancestrales.
Con la fundación de la Villa Formosa y al amparo de la Ley Avellaneda, arribaron a la región contingentes de colonos italianos y austríacos, que ocuparon parcelas de tierra en las cercanías de la población recién fundada. Hacia la década de 1920 y 1930, la activación de la obra del Ferrocarril Belgrano, provocó el arribo de pequeños contingentes provenientes de Europa Central y Oriental, que se dedicaron como obreros en la construcción de la línea férrea y se asentaron a lo largo de la línea férrea. En la zona de Laguna Blanca y El Colorado existen pequeños grupos descendientes de alemanes. La Guerra del Chaco y las crisis sociales, políticas y económicas del Paraguay, provocaron un aluvión migratorio de colonos paraguayos, que se instalaron en zonas que estaban fuera de la posesión de los tenedores de la tierra amparados por las leyes de colonización, tal como zonas cercanas a Clorinda, donde se dedicaron a la actividad algodonera, quienes impregnaron fuertemente la cultura del hombre del este formoseño.
En el oeste provincial, en cambio, el avance de los salteños, que buscaban nuevas tierras para el pastoreo del ganado, originó una fuerte presencia en las poblaciones de esa zona de la provincia, visibles en sus costumbres y tradiciones. En Ingeniero Juárez se advierte la presencia de inmigrantes árabes de origen sirio-libanés.
La mayoría de la población habla español, pero numerosas comunidades nativas aún preservan sus lenguas ancestrales, como el qom, el pilagá o el chiriguano. Gran parte de la geografía provincial conserva topónimos autóctonos.

### Principales ciudades

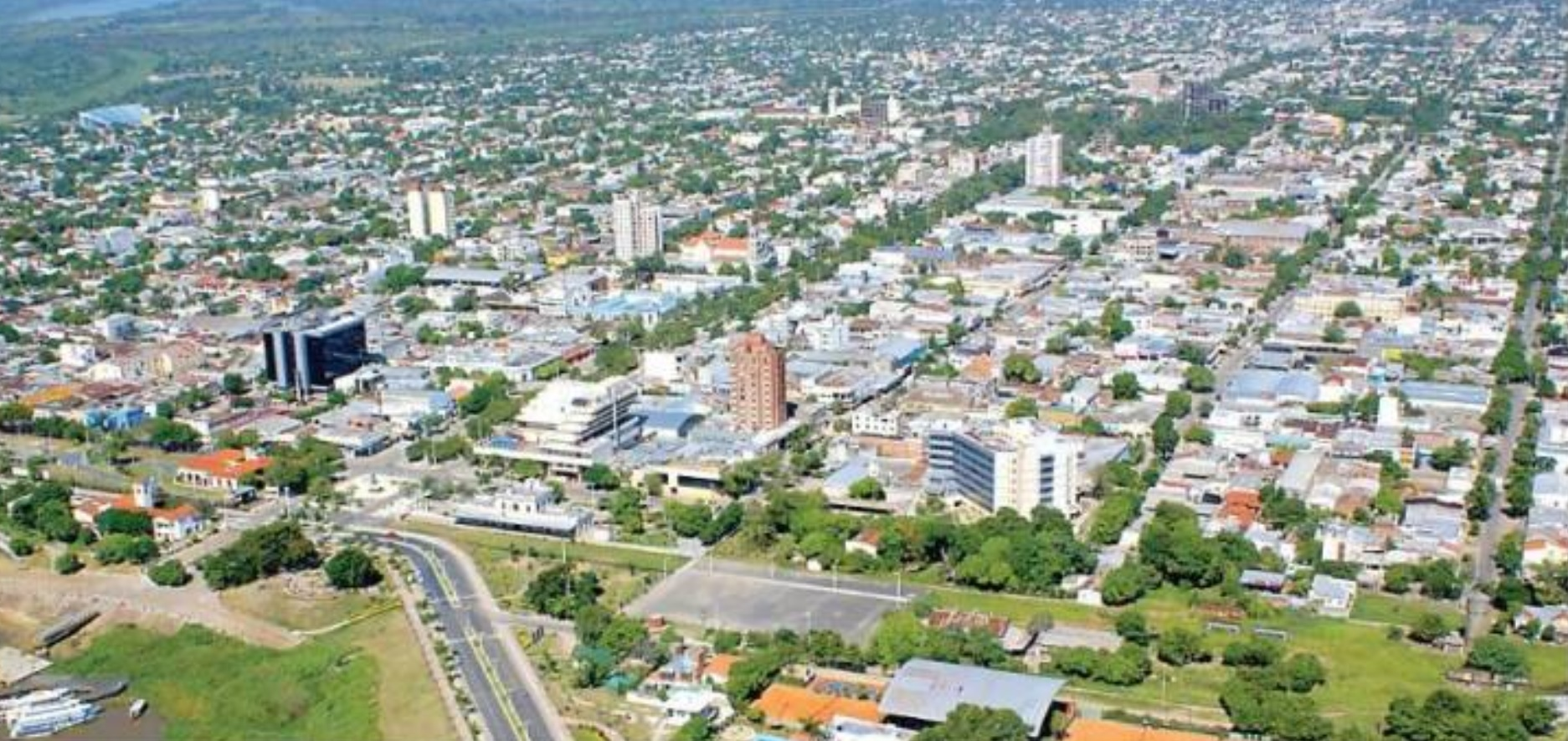
Vista aérea de la Ciudad de Formosa.

Los principales centros urbanos de la provincia, cuyas poblaciones superan los 10 000 habitantes, de acuerdo con los datos del Censo 2010, son:
1. Formosa (222 226 hab.), capital de la provincia y su centro político-administrativo y económico. Activo puerto fluvial a orillas del Río Paraguay, con comercio de importación y exportación. Posee museos, teatros, universidades públicas y privadas, institutos superiores, estadios deportivos, grandes plazas, amplias avenidas y paseos arbolados.
2. Clorinda (52 837 hab.), muy próxima a la capital paraguaya, Asunción. Mantiene un activo intercambio comercial con esta. Es subsede de la Universidad Nacional del Nordeste y de la Universidad Nacional de Formosa. Posee institutos terciarios.
3. Pirané (20 335 habitantes), importante centro agrícola.
4. El Colorado (14 228 hab.) apodada la Perla del Sur. Es la cuarta ciudad más importante en población.
5. Ingeniero Juárez (12 798 hab.) centro agrícola y petrolero. Es nudo de comunicaciones del oeste provincial.
6. Las Lomitas (12 399 hab.) es una de las ciudades más prósperas comercialmente del oeste provincial. Alberga un hotel y un aeropuerto. A pocos km se encuentra el Bañado La Estrella.

Localidades con más de 5 000 habitantes:
- Ibarreta (9 429 habitantes), Capital provincial del carnaval.
- Laguna Blanca (7 411 hab.), sede de museos, institutos y del Festival Nacional del Pomelo.
- Comandante Fontana (6 615 habitantes).
- Palo Santo (6 379 hab.), centro maderero.

## Economía

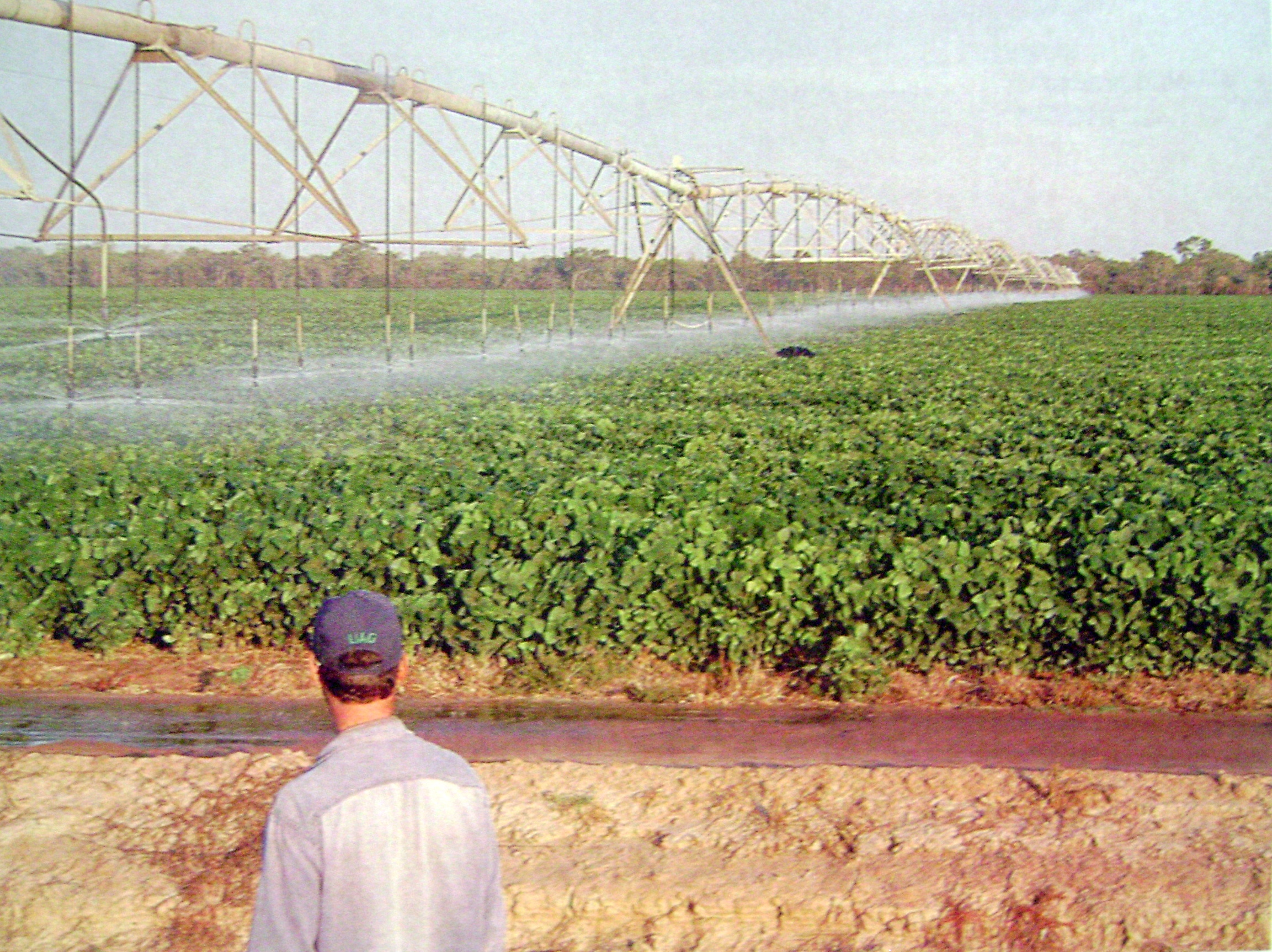
Producción de soja

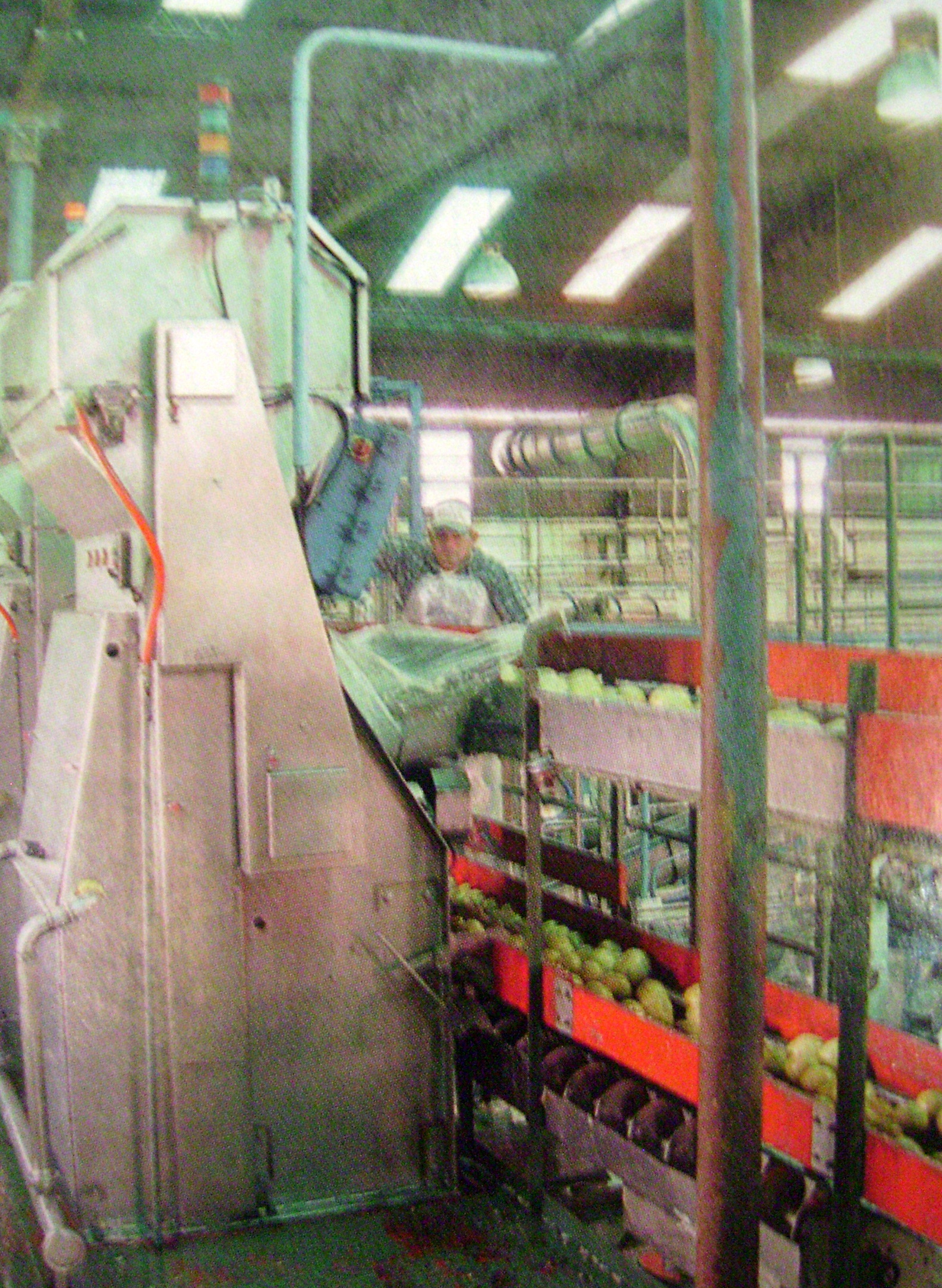
Clasificación de pomelos

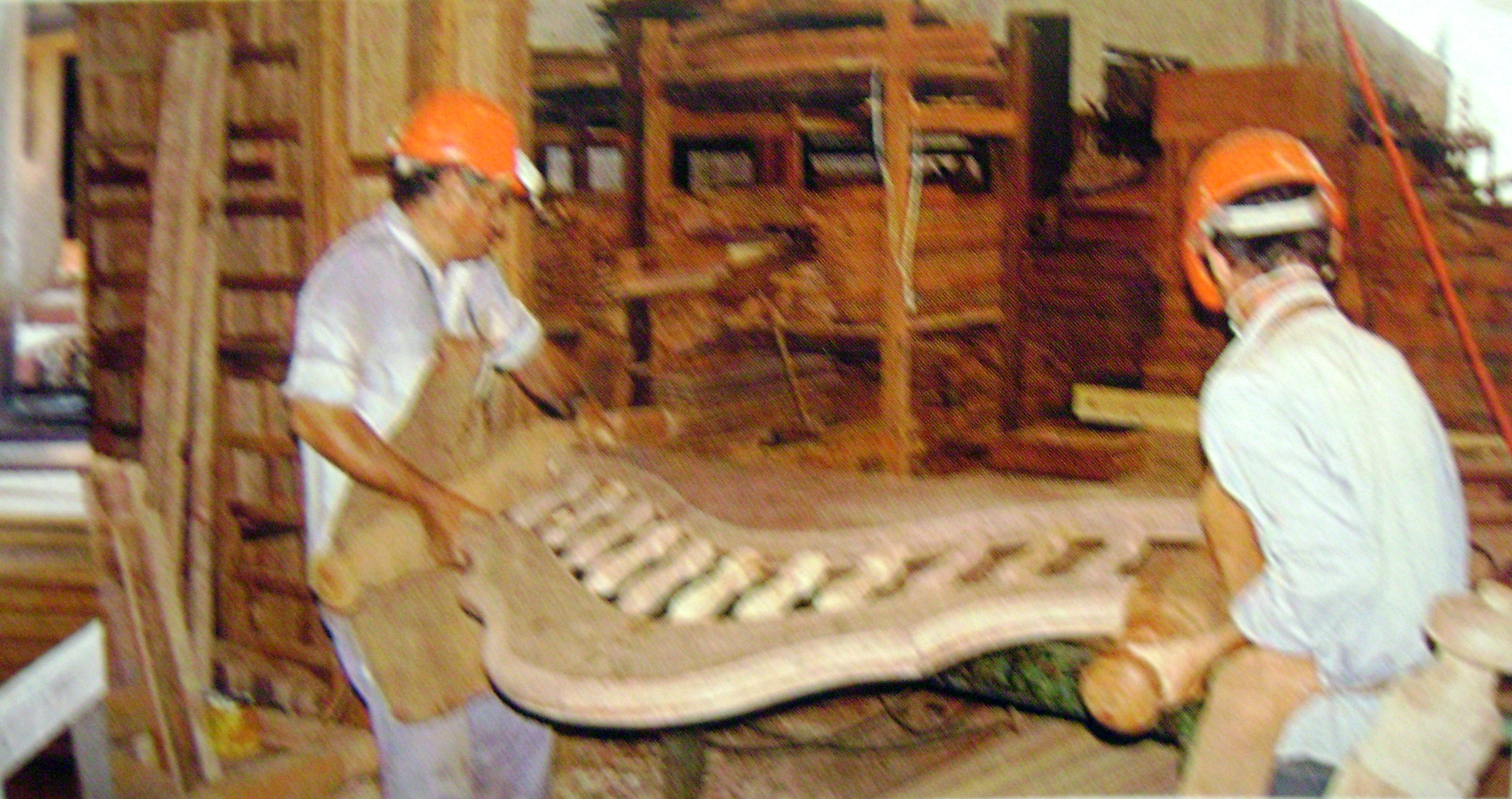
Producción maderera

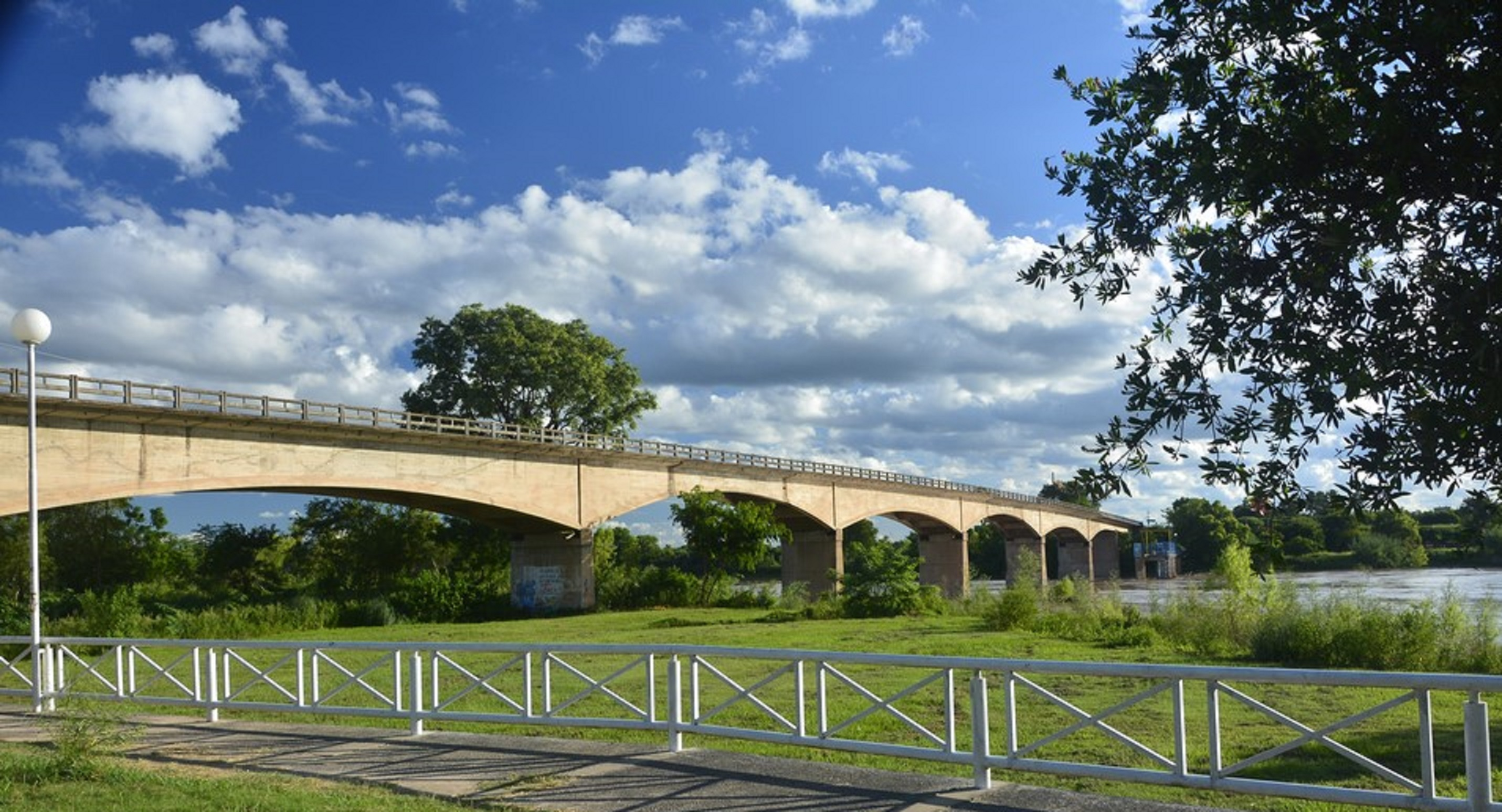
Puente Libertad sobre el Río Bermejo.

La economía formoseña es la de menor escala e importancia del país, con un Producto Geográfico Bruto (PBG) que representa alrededor del 0,48 % del PBI nacional. El PBG de la provincia está conformado en un 13 % por el sector primario, destacándose el cultivo de algodón con 1.5 millones de ha 18 % por el secundario y 69 % por el terciario. Dentro de este último, se destaca la elevada participación del sector público que representa el 45 % del total.
La principal fuente de recursos es el propio Estado provincial, el cual es financiado en un 95 % por el Estado Nacional, mediante coparticipación federal y ATN, recaudaciones giradas desde otras provincias.

La economía privada es esencialmente primaria, estando basada en la cría de ganado y en la agricultura.
- Cultivos: se destacan los cultivos de algodón, arroz, frutas (bananas, ananas, pomelo, melón, mamón, guayabas, mangos) y hortalizas (zapallo, mandioca, pimiento y tomate), también se siembra soja , maíz , caña de azúcar, canela, jengibre, nuez moscada y en menos medida cacao, café, coco y vainilla.
- Explotación forestal: el aprovechamiento de los bosques tuvo un gran desarrollo desde el inicio del siglo XX. Fue muy alta la producción de tanino. Actualmente se aprovechan las especies nativas (algarrobo). Se exportan muebles y partes de muebles (como tablas para revestimiento), madera aserrada y carbón vegetal. Esta actividad se vio disminuida en los años 1990.
- Ganadería: está representada por más de un millón de vacunos, especialmente por cruzas de razas británicas (Aberdeen Angus, Shorthorn y Heresford) y cebú (Brahman y Nelore). También se crían cabras y búfalos.
- Minería: la explotación de petróleo empezó en 1984 en Palmar Largo pero en cantidad reducida. En la actualidad, la empresa mixta REFSA (Recursos y Energía de Formosa S.A.) se encarga de la mayor parte de las operaciones.
- Industria: se destaca la producción de tanino, para elaborar adhesivos, aditivos y curtientes. También es muy importante el sector textil (desmontado de algodón, producción de cueros y de pieles silvestres). Asimismo, se destaca la industria alimentaria, encontrándose en la ciudad de Formosa una importante embotelladora de una reconocida gaseosa que se distribuye a todo el NEA. Existe un parque de promoción industrial. En los últimos años está ganando lugar la industria química y farmacéutica, con la elaboración de cremas y medicamentos para enfermedades tropicales y subtropicales.
- Energías renovables: la provincia cuenta con dos parques solares fotovoltaicos en las localidades de Ingeniero Juárez[26] y Las Lomitas.[27]En noviembre de 2024, el gobernador anunció la firma de convenio entre la empresa provincial REFSA y MSU Argentina que posibilita la conexión al Sistema Argentino de Interconexión (SADI).[28]
- Turismo: si bien el turismo no es la apuesta más fuerte, en las últimas décadas se han declarado de interés a varias ciudades, como Las Lomitas o Herradura. Actualmente, las nuevas empresas suman hoteles, casinos e infraestructura turística, en diversos puntos de la provincia.
- Agronomía: la provincia experimenta actualmente un crecimiento en el rubro viverista que abarca la producción y comercialización de plantas de distinta índole a múltiples partes del país y el exterior. En Formosa se encuentra además el mayor vivero productor y comercializador de palmeras tropicales y subtropicales en el territorio nacional.

### Turismo

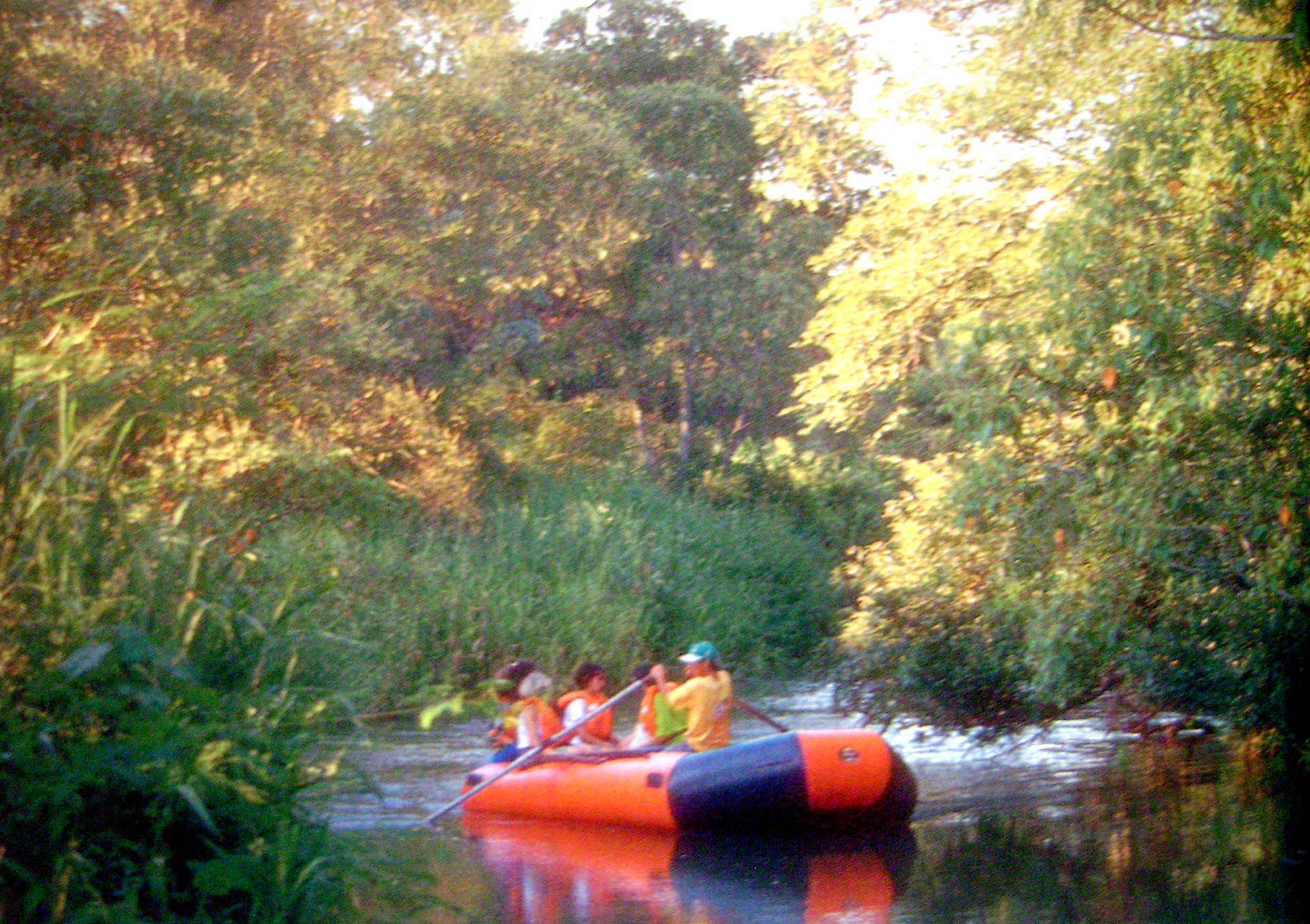
Recorrido en bote por los riachos formoseños

Formosa es una provincia joven que se ha desarrollado aceleradamente en sus diversas áreas tradicionales. Su conducción determinó a través de la búsqueda de nuevas áreas, un nuevo nicho capaz de generar ingresos genuinos a la provincia, el turismo. Es así, que se eleva de rango a la antigua Dirección de Turismo, convirtiéndola en Ministerio con su presupuesto correspondiente.
Esta cartera comienza a trabajar en el aspecto vertebral, preparar la documentación a ser presentada ante el Banco Mundial, a fin de lograr para la provincia un Plan Estratégico de Turismo. El plan, aprobado por las autoridades del ente monetario, comenzó a desarrollarse a partir del año 2005. En forma paralela, desde principios del año 2004 y con mucha dinámica, se presentó a la provincia en cuatro circuitos, con un mega evento a modo de carta de presentación por cada circuito: La Fiesta de la Corvina y El Encuentro de Pueblos Originarios de América en el Circuito Este; La Fiesta del Pomelo y otros eventos como los Pre - Cosquín de Pirané y Clorinda en el Circuito Norte; o el Festival del Petróleo en el Circuito Oeste; ligando así eventos productivos y culturales a los maravillosos escenarios naturales, como Herradura, Formosa Capital, parque nacional Río Pilcomayo, Bañado la Estrella y el Centro Oeste, tratando de delinear íconos y productos turísticos, ensamblados en la región, pero con características especiales que comienzan a ubicar a Formosa como nuevo destino en el Calendario Turístico Nacional.

#### Acceso
Por aire
- Aeropuerto Internacional de Formosa, en Formosa

Por tierra
- RN11 desde Buenos Aires, Resistencia, Corrientes, Rosario a la ciudad de Formosa, Clorinda, Asunción (Paraguay).
- RN95 desde la provincia del Chaco a El Colorado, Pirané.
- RN81 desde la provincia de Salta a Ingeniero Juárez.
- Estación Terminal de Ómnibus de Formosa. Hay también estaciones terminales en Clorinda, Laguna Blanca, Pirané, Las Lomitas, El Colorado e Ingeniero Juárez.

Por agua
- Puerto de Formosa.
- Puerto Pilcomayo.

#### Alojamientos
- En Formosa: 1 (5*), 3 (4*), 4 (3*), 4 (2*), 1 (Apart).
- En Clorinda: 1 (3*), 3 (2*).
- Otros alojamientos en: Villa General Güemes, Ibarreta, Ingeniero Juárez, Laguna Blanca, Las Lomitas, Palo Santo, Pirané, Herradura, General Manuel Belgrano, Estanislao del Campo.

#### Distancias
Desde la Ciudad de Formosa a:
- Buenos Aires: 1107 km
- Córdoba: 1037 km
- Resistencia: 169 km
- Corrientes: 187 km

#### Lugares a visitar

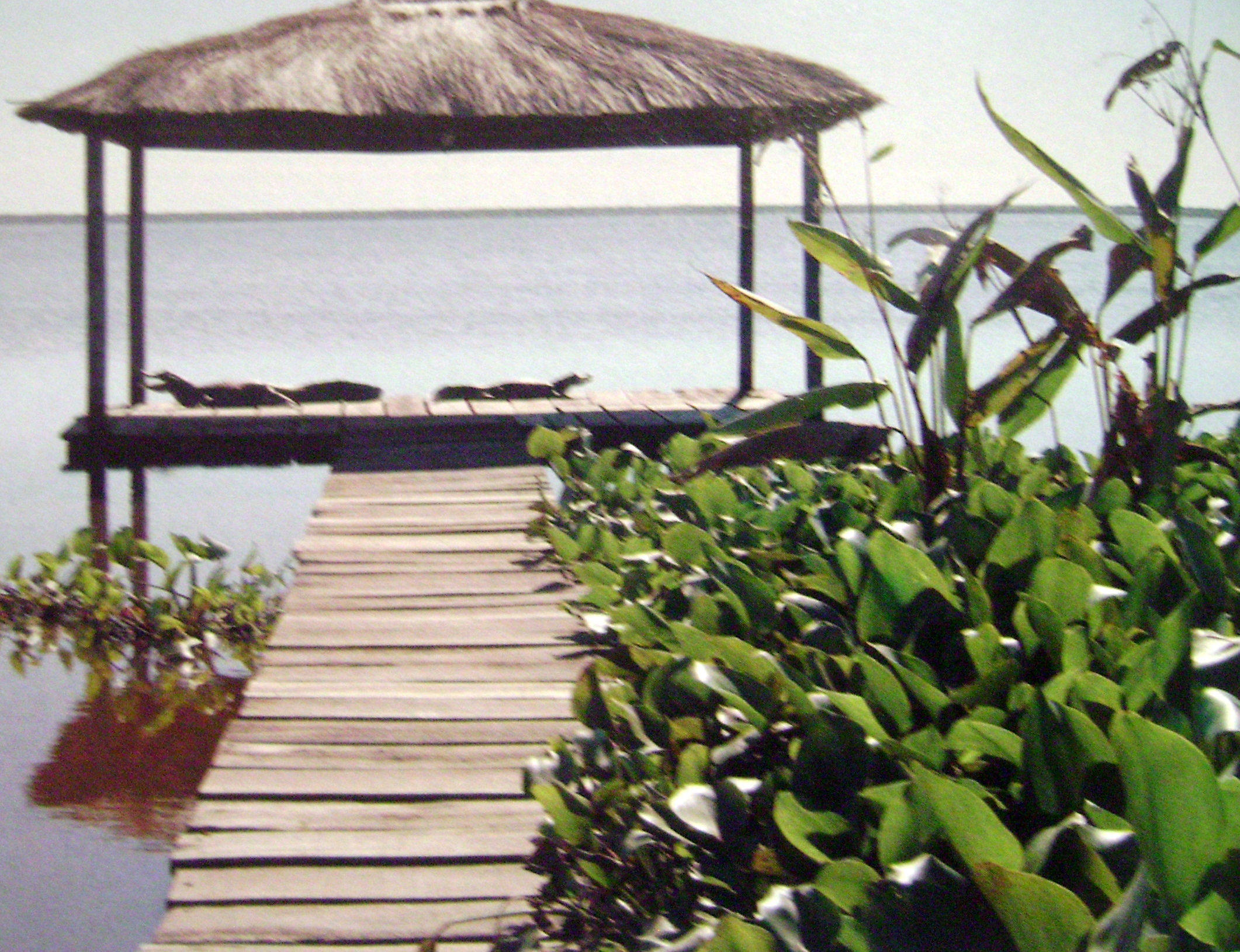
Ejemplares de yacaré, asoleándose en el parque nacional Río Pilcomayo.

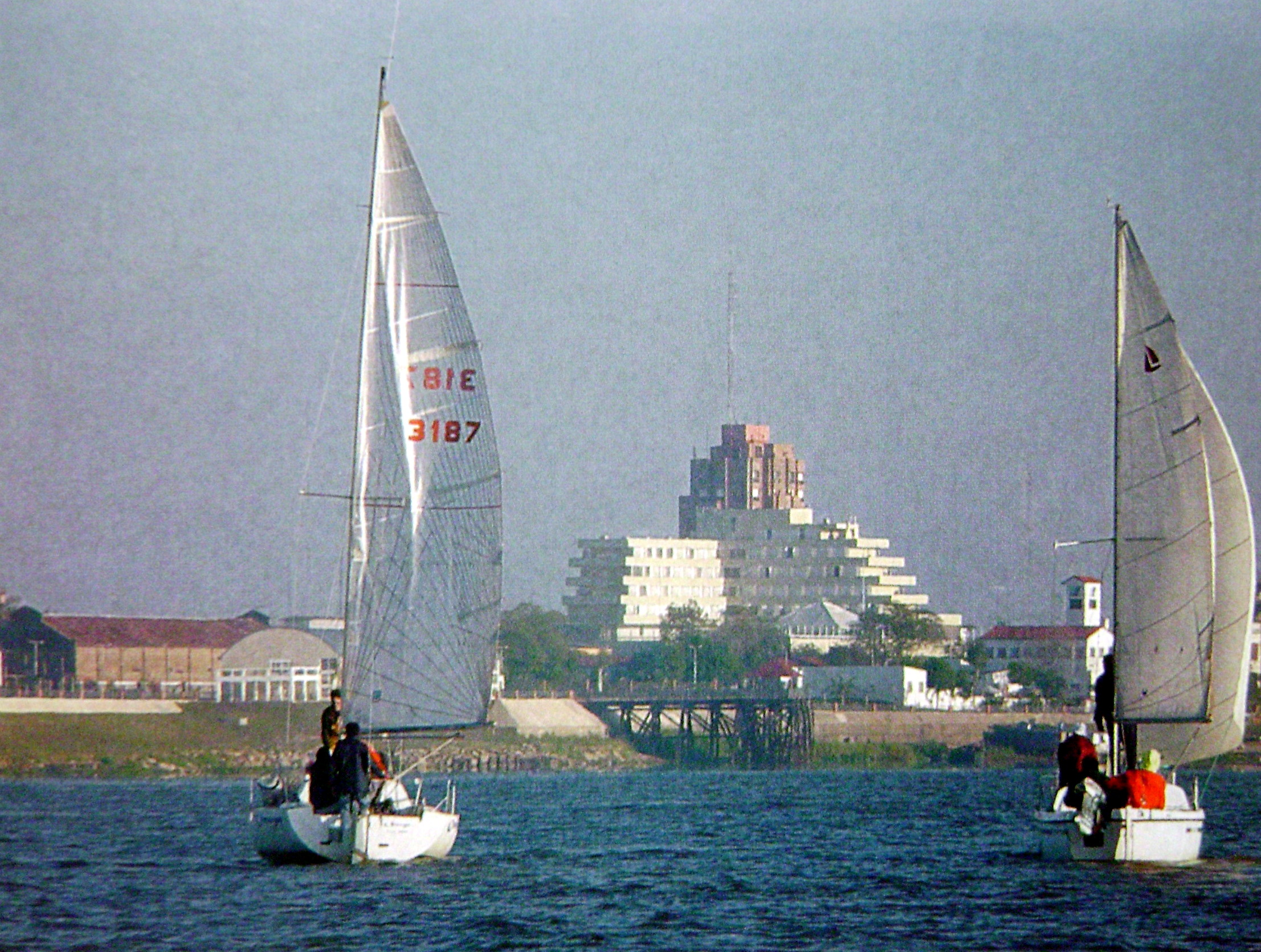
Competencias náuticas en la Ciudad capital

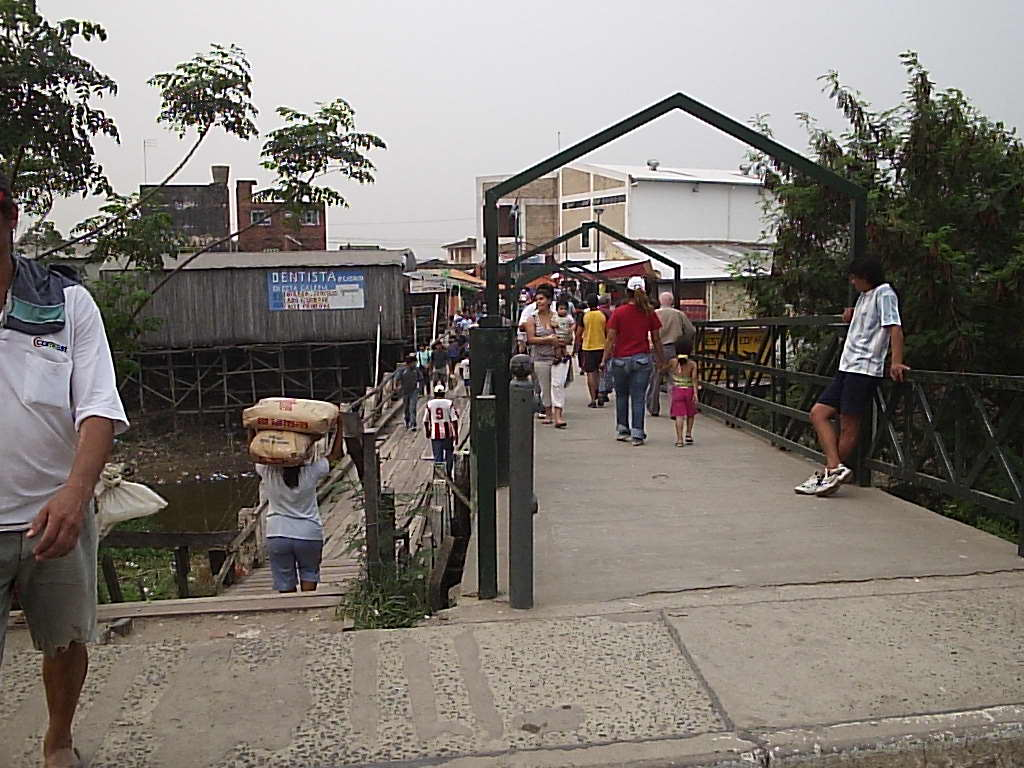
Pasarela que une Clorinda con Nanawa (Paraguay). Se considera un estratégico punto comercial entre las dos Naciones

- Parque nacional Río Pilcomayo: sus 47 000 hectáreas protegen un área donde predominan esteros, bañados y sabanas de palma blanca o caranday.
- Bañado la Estrella - Las Lomitas: de cientos de miles de hectáreas, es una importante reserva faunística. Se puede recorrer en piragua.
- Reserva Natural Formosa: área semidesértica típica del ecosistema chaqueño occidental.
- Reserva de Biosfera Laguna Oca del río Paraguay - Ciudad de Formosa
- Reserva de Biosfera Riacho Teuquito
- Museo Histórico Regional Juan Pablo Duffard - Ciudad de Formosa
- Museo Policial - Ciudad de Formosa
- Casa de Artesanías Aborígenes - Ciudad de Formosa
- Misiones Franciscanas - Laishí
- Misiones Franciscanas - Misión Tacaaglé
- Museo Artesanal Qomp Toba - Ciudad de Formosa
- Museo de Historia Natural - Laguna Blanca
- Museo Histórico San Francisco de Laishí - Laishí
- Museo del Pueblo - Pirané
- Eco Museo - El Colorado
- Museo Histórico Municipal - Riacho He-Hé
- Casa del Dr. Esteban L. Maradona - Estanislao del Campo
- Monumento natural Yaguareté
- Ciudad de Formosa
- Clorinda
- Laguna Blanca
- Laguna Yema
- Las Lomitas
- Pirané
- El Colorado
- Herradura (Formosa)
- Costanera de Formosa

#### Turismo no tradicional
- Pesca deportiva: la majestuosidad de los tres grandes ríos cuyas aguas rodean a la provincia de Formosa, convierten a este territorio en un atractivo magnético para delegaciones de pescadores aficionados que llegan a sus costas en busca de codiciadas especies de valor deportivo. Surubíes, manguruyúes, corvinas, dorados, pacúes, el paraíso del pescador parecería encontrarse en el extremo norte de Argentina. Tanto el río Paraguay, como el Bermejo y el Pilcomayo, corren por Formosa constituyéndose en reservorios de peces gigantes donde la práctica del deporte del pique se ve agraciada, además, por la tranquilidad y el silencio característicos de esta zona fronteriza. Captura de ejemplares de enormes dimensiones, pesca de especímenes caracterizados por la exquisitez de sus carnes, las satisfacciones del pescador encontrarán su punto máximo en las aguas formoseñas. Las zonas recomendadas se encuentran en el río Paraguay y sus afluentes: Colonia Dalmacia, Herradura, Colonia Aquino, Arroyo Ramírez, Boca del río Bermejo, Villa Emilia, Boca del riacho Pilagá. Cada pescador puede extraer un máximo de diez piezas diarias, aunque esto puede variar según la especie y la temporada. Se requiere además una licencia deportiva que es otorgada por la Dirección de Fauna de la Provincia. Sin excepciones, a lo largo del año, y en cada punto de la región, la afluencia de pescadores provenientes de toda Sudamérica engalana las costas de Formosa. Hábitat de una variada y numerosa fauna ictícola, y poseedora de una infraestructura perfeccionada con los mejores servicios para el turista amante de la pesca, esta provincia argentina es un sitio indesperdiciable a la hora de elegir un pesquero de excelencia.

- Turismo activo: desde las estancias se realizan salidas a pie, en canoa, piragua o a caballo para observar la fauna.
- Ecoturismo: avistaje de aves, safaris fotográficos y navegaciones en ríos.
- Turismo histórico
- Turismo gastronómico: si bien no es muy impulsado, en la provincia se cuenta con una de las mayores variedades de productos alimenticios para la degustación turística, tales como los dulces de frutas típicas.

#### Productos típicos
- Alfarería, cestería, tallas en madera de palo santo y tejidos de hilo o lana con los que se confeccionan fajas, redes y unos bolsos para colgar llamados yicas, en el Instituto de Comunidades indígenas de Formosa.
- Productos de degustación típicos de la zona, como la sopa paraguaya o los dulces de mamón, banana, guayaba; entre otros.

## Deportes

### Fútbol
Los clubes de fútbol más importantes son:
- Club Sportivo Patria (Formosa)
- Club Sportivo General San Martín (Formosa)
- Club Sol de América (Formosa)
- Club Social, Cultural y Deportivo 13 de Junio (Pirané)

#### Futbolistas destacados
- Oscar Piris, futbolista profesional.
- Hugo Ibarra, campeón de 1 Copa Intercontinental, 4 Copa Libertadores de América, 2 Copa Sudamericana y 7 campeonatos locales.
- Maximiliano Lovera, campeón de 2 copas nacionales y un campeonato local.
- Luis Cristaldo, campeón de 9 campeonatos locales.
- Ramón Ignacio Fernández, campeón de 6 campeonatos locales.
- Aldo Paredes, campeón de 1 Copa Sudamericana, 1 Copa Mercosur,1 campeonato local.
- Ramón Bóveda, campeón de 3 campeonatos locales.
- Gervasio Núñez
- Raúl Bobadilla

### Básquet
En el año 2019 el seleccionado de Formosa ganaría por primera vez en su historia el Campeonato Argentino de Básquet.

### Boxeo

#### Boxeadores destacados
- Marcela Acuña, campeona mundial de peso pluma y peso supergallo.

### Vóley

#### Voleibolistas destacados
- Ezequiel Palacios medallista olímpico con la  Selección Argentina (Tokio 2020)
- Emilce Sosa
- Leandro Sotelo

## Deportistas Olímpicos

### Voleibol Femenino
- Emilce Sosa - Juegos Olímpicos de Río de Janeiro 2016

### Voleibol Masculino
- Ezequiel Palacios - Juegos Olímpicos de Río de Janeiro 2016

### Pentatlón moderno
- Sergio Alí Villamayor. Primer argentino en lograr una presea en la disciplina en la historia de los Juegos Panamericanos.

## Transporte

### Rutas nacionales
- Ruta Nacional 11
- Ruta Nacional 81
- Ruta Nacional 86
- Ruta Nacional 95

### Rutas provinciales

#### Red Primaria
- Ruta Provincial 1
- Ruta Provincial 2
- Ruta Provincial 3
- Ruta Provincial 7
- Ruta Provincial 9
- Ruta Provincial 16
- Ruta Provincial 23
- Ruta Provincial 24
- Ruta Provincial 26
- Ruta Provincial 28
- Ruta Provincial 37
- Ruta Provincial 39

#### Red Secundaria
- Ruta Provincial 4
- Ruta Provincial 5
- Ruta Provincial 6
- Ruta Provincial 8
- Ruta Provincial 14
- Ruta Provincial 20
- Ruta Provincial 21
- Ruta Provincial 22
- Ruta Provincial 25
- Ruta Provincial 27
- Ruta Provincial 29
- Ruta Provincial 32
- Ruta Provincial 33

### Aeropuertos
- Aeropuerto Internacional de Formosa

### Puertos fluviales
- Puerto de Formosa
- Puerto Pilcomayo
- Colonia Cano